# Trem ligeiro de Bisqueque

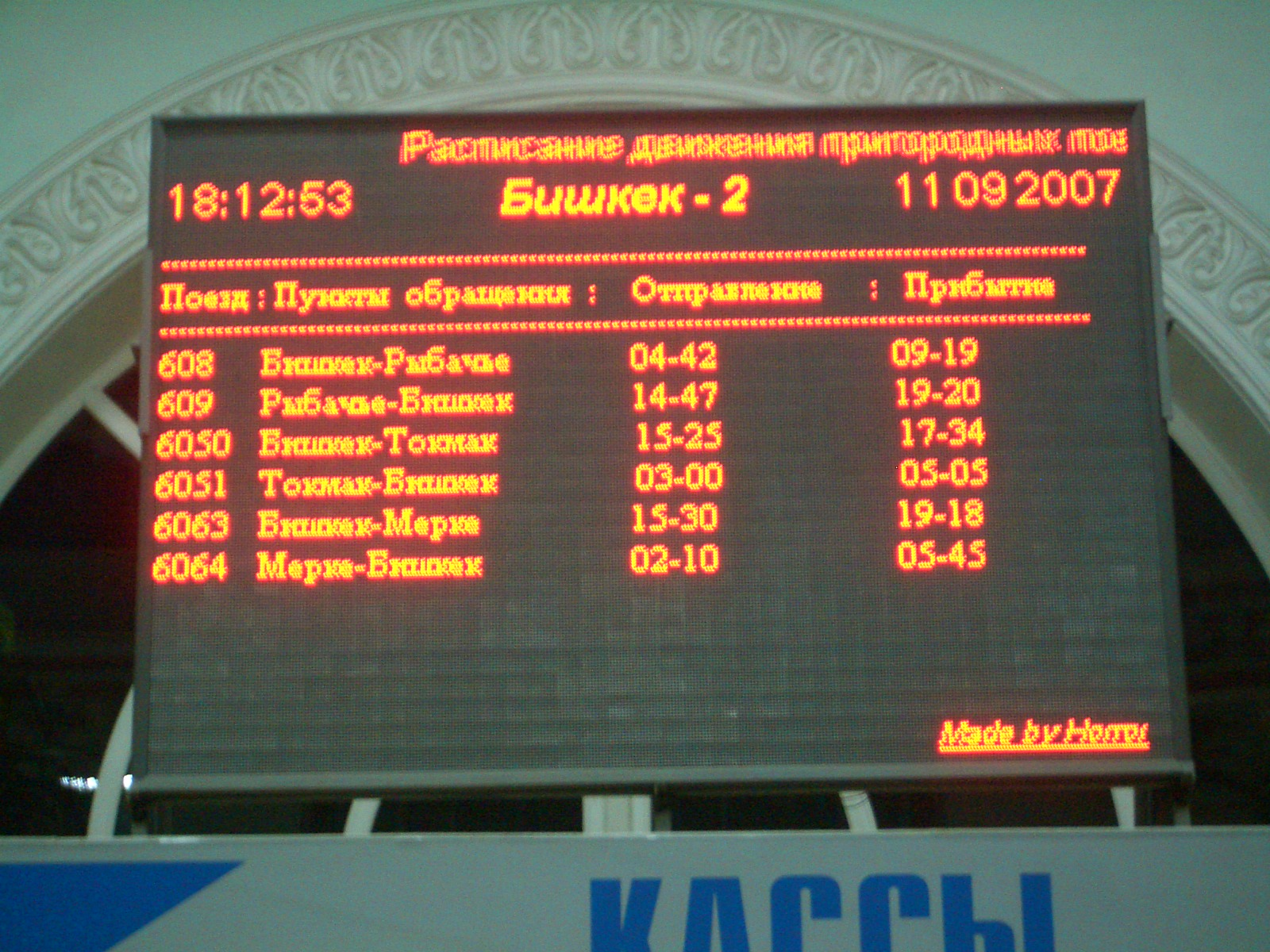
В настоящее время (2007 г.) полное дневное расписание пригородных поездов по станции Бишкек-2 помещается на небольшом табло.

O Metropolitano de Bisqueque era um sistema de metropolitano que em tempos foi considerado para planeamento e construção na cidade Quirguistão de Bisqueque.